# أندي هاوورث
أندي هاوورث (بالإنجليزية: Andy Haworth)‏ (28 نوفمبر 1988 في المملكة المتحدة - ) هو لاعب كرة قدم بريطاني في مركز جناح. لعب مع أكسفورد يونايتد وبرادفورد سيتي وبلاكبيرن روفرز ونادي بوري ونادي روتشديل ونادي فالكيرك ونوتس كاونتي ونادي بارو ونادي غيتزهد ونادي تاموورث ونادي تشيلتنهام تاون لكرة القدم.

## وصلات خارجية
- أندي هاوورث على موقع قاعدة بيانات كرة القدم.إي يو (الإنجليزية)
- أندي هاوورث على موقع Soccerbase.com (لاعب) (الإنجليزية)
- أندي هاوورث على موقع Soccerway.com (الإنجليزية)